# Congiunzione astrale
Congiunzione astrale è un singolo del cantautore italiano Nek, il primo estratto dall'undicesimo album in studio Filippo Neviani e pubblicato il 22 marzo 2013.
Per il mercato ispanico è stato pubblicato Conjunción astral, versione in lingua spagnola reso disponibile a partire dal 10 giugno.

## La canzone
Il 14 marzo 2013 l'autore annuncia via Twitter l'uscita di un nuovo singolo, che ha promosso con un'esibizione dal vivo al programma televisivo I migliori anni il 23 marzo e nella prima rete svizzera SRF 1 in prima serata il 30 marzo.

## Video musicale
Il 3 aprile, dopo aver pubblicato una breve anteprima tramite i social network, Nek presenta a TGcom24 il videoclip, diretto da Marco Salom e girato interamente a San Francisco. Nel filmato, Nek racconta la storia di due ragazzi (Jason e Kim, comunicato in un promo su Twitter) che si incontrano più volte nella loro vita senza mai accorgersi l'uno dell'altro, almeno fino alla fine, quando tra i due avviene la congiunzione astrale.
Il 22 agosto dello stesso anno è stato pubblicato il videoclip di Conjunción astral.

## Tracce
Download digitale – versione italiana
1. Congiunzione astrale – 4:07

Download digitale – versione spagnola
1. Conjunción astral – 4:07

## Classifiche
| Classifica (2013) | Posizione massima |
| ----------------- | ----------------- |
| Italia            | 39                |